# Cagiva C587
La Cagiva C587 è una moto agonistica della casa Cagiva, il cui nome è formato dall'unione di più lettere e numeri "C", "5" e "87", dove "C" sta per "Cagiva", "5" sta per "500" (come la classe del mondiale e la cilindrata), "87" sta per 1987 (anno in cui è stato portato in gara il modello), questa moto da competizione è infatti prodotta dalla casa di Varese che corse nel motomondiale del 1987 con alla guida Didier de Radiguès e Raymond Roche.

## Descrizione
Per questa moto si testò le nuove forcelle rovesciate Öhlins da 42 mm ma vennero abbandonate e si proseguì con le Marzocchi da 42 mm tradizionale e con antidive, il forcellone posteriore è simmetrico, le ruote entrambe da 17", al posteriore per l'impianto frenante venne utilizzato il sistema ripartitore di frenata pro-drive per il freno posteriore, la carenatura ridisegnata rispetto al modello precedente, presenta varie prese d'aria e due sfoghi per il radiatore, oltre ad essere completamente aperta nella parte posteriore, nel complesso risulta essere molto voluminosa.
Il motore è rinnovato, infatti viene ridotta la V da 90° a 56°, il telaio scatolato ha gli eccentrici per modificare l'inclinazione dell'avantreno di 26° e regolabile, con questo nuovo telaio non c'è più la guida del perno forcellone per spostare il pivot.